# 안쿠스 마르키우스
안쿠스 마르키우스(Ancus Marcius, 기원전 675년 - 기원전 616년)는 로마 왕국의 제4대 왕이다. 이 시대는 사료가 부족하기 때문에 그는 역사적이라기보다는 전설적인 인물에 가깝다. 로마에서 처음으로 수로를 건설한 것으로 알려져 있으며, 냉정한 인물이었고, 평시에도, 전시에서도 뛰어난 왕이었다는 역사적 평가를 받았다.

## 생애
안쿠스는 사비니인에서 탄생한 로마 제2대 왕이던 누마 폼필리우스의 손자로 태어났다. 당시 로마는 라틴족과 사비니인이 교대로 왕이 된다는 동의가 있었기 때문에 라틴족인 제3대 왕 툴루스 호스틸리우스가 죽은 기원전 641년에 후계자로 선정됐다. 툴루스가 전쟁에 몰두했기 때문에 로마에서 평화를 바라는 목소리가 높아지고 있었고, 통치 기간 동안 한 번도 전쟁을 하지 않았던 누마의 손자라서 기대를 얻었던 것이다.
그것을 알고 이웃 부족은 당대 로마의 왕은 전쟁을 싫어하는 이라고 멸시하며 공격을 시작했다. 그러나 안쿠스는 비전투적일 것이라는 예상을 깨고 멋지게 군을 지휘했다. 로마는 피데나이인, 아니에네강 중류의 사비니인, 캄파니아의 볼스키인들과 싸워 승리를 거두고, 인근 도시 하나를 굴복시켰다. 그는 선왕 툴루스와 마찬가지로 굴복한 도시의 건물을 파괴하고 주민들은 로마로 강제 이주시킨다. 또한 안쿠스는 북방의 에트루리아인들을 대비하기 닉룸의 언덕에 요새를 만들었다. 또한 로마에서 26km 떨어진 어촌인 오스티아를 정복하고 여기에 로마의 외항으로 삼았다.
안쿠스는 평시의 통치에도 능력을 발휘했다. 적을 강제 이주시켜 늘어난 인구를 수용하기 위해 로마의 일곱 언덕 중 하나인 아웬누스 언덕이 로마 시가지에 통합되었다. 또한 뗏목 다리밖에 없었던 티베르강에 처음 견고한 다리를 만든다. 또한 수로를 건설하여 로마에 최초로 물을 끌어들였다. 또한 종교 의식 등의 제정에도 노력해, 이후 로마에 전해지는 신중한 선전포고 절차를 고안했다고 전해지기도 한다.
안쿠스는 기원전 616년에 병사했다. 그에게는 두 아들이 있었는데, 그 후견인이었던 에트루리아인이었던 타르키니우스 프리스쿠스가 제5대 왕이 되면서, 라틴인과 사비니인이 왕위를 번갈아 하던 시절이 끝나게 된다. 안쿠스의 두 아들은 왕위를 노리고 타르키니우스 프리스쿠를 암살했지만, 그 뒤를 잇지 못하고, 폴키스 마을에서 거지가 되는 말로를 걸었던 것으로 알려져 있다.
또한 기원전 144년에 마르키우스의 이름을 딴 마르키아 수로를 건설한 마르키우스들은 안쿠스 마르키우스의 후예를 자처했다.

## 같이 보기
- 마메르티누스의 감옥